# Liam Phillips
Liam Peter Phillips (ur. 11 marca 1989 w Taunton) – brytyjski kolarz BMX, dwukrotny medalista mistrzostw świata.

## Kariera
Największy sukces w karierze Liam Phillips osiągnął w 2012 roku, kiedy zdobył srebrny medal w jeździe na czas podczas mistrzostw świata w Birmingham. W zawodach tych wyprzedził go jedynie Amerykanin Connor Fields, a trzecie miejsce zajął Francuz Sylvain André. W tym samym toku wystąpił na igrzyskach olimpijskich w Londynie, plasując się na ósmej pozycji. Brał także udział w rozgrywanych cztery lata wcześniej igrzyskach w Pekinie, ale nie awansował do finału. Podczas mistrzostw świata w Auckland w 2013 roku zwyciężył w wyścigu elite.